# پومنیک
پومنیک (به صربی: Pometenik) یک کوه در صربستان است. پومنیک ۷۰۳ متر بالاتر از سطح دریا واقع شده‌است.